# Лебедев, Евгений Викторович (химик)
Евге́ний Ви́кторович Ле́бедев (7 сентября 1941, Мелекесс, СССР — 12 июня 2018) — советский и украинский учёный в области химии высокомолекулярных соединений, академик НАН Украины, заслуженный деятель науки и техники Украины (1998).

## Биография
Евгений Лебедев родился 7 сентября 1941 года в городе Мелекесс Куйбышевской области.
После завершения учёбы в школе поступил в Куйбышевский политехнический институт, который окончил в 1968 году, став в нём ассистентом кафедры пластмасс. Продолжил обучение в 1971, поступив в аспирантуру Института химии высокомолекулярных соединений АН УССР. Обучение в институте было завершено досрочно защитой диссертации в сентябре 1974 на тему «Морфологические исследования смесей полимеров в аспекте их взаимодействия с плазмой газового разряда».
Окончив обучение в аспирантуре, продолжил работать в институте сначала младшим научным сотрудником, а затем в 1976 году стал старшим научным сотрудником по конкурсу, в 1980 году стал заведующим лабораторией, а затем в 1982 году начальником отдела.
Диссертацию «Полимерные модификаторы композиционных полимерных материалов и перед переходное состояние полимер-полимерных систем» защитил в 1982 году.
В 1985 году Евгения Лебедева назначили исполняющим обязанности директора Института химии высокомолекулярных соединений, а уже в апреле 1986 года он был избран директором. Учёный стал членом-корреспондентом АН УССР в 1988, а академиком в 2003 году.

## Научная деятельность
Лебедев — один из ведущих ученых Украины в области высокомолекулярных соединений, в частности, химии и технологии многокомпонентных полимерных систем и полимерных композитов.
Он работал в соавторстве над фундаментальными исследованиями свойств жидких полимерных смесей в области расслоения, в ходе исследований было обнаружено, что в случае перехода из однофазного в микрогетерогенное двухфазное состояние система достигает экстремальных значений физико-химических параметров: минимум вязкости и максимум термодинамического потенциала. Это явление открыло возможность с очень малыми затратами коренным образом изменить структуру и свойства широко известных полимерных материалов, оптимизировать состав композитных материалов.
В 1981 было сделано открытие «Свойства жидких смесей полимеров в области расслоения», соавтором которого был Евгений Лебедев, оно было положено в основу создания целого спектра композитных материалов направленного действия.
Фундаментальные исследования Евгения Лебедева стали опорой для создания и внедрения новых аспектов, наполненных композиций с высокими адгезионными, прочностными, электрофизическими, криогенностойкими свойствами.
Лебедев — главный редактор «Полимерного журнала», член редколлегии изданий «Теоретическая и экспериментальная химия», «Украинский химический журнал», «Химическая промышленность Украины». Им основано новое направление в полимерной химии — химическое полимероведение.
«Технология реставрационных работ строительных и фундаментных конструкций и подземных сооружений с использованием реакционноспособных полимерных систем» — это одно из направлений полимероведения, которое развивалось под его руководством.

### Научные интересы
Научные интересы Лебедева включали различные аспекты химии и физики полимеров.
- Развитие химии и физико-химии функциональных полимеров и полимерных систем;
- Создание научных основ регулирования свойств полимерных материалов с функциональными наполнителями и модифицирующими добавками, содержащими реакционноспособные группы;
- Закономерности изменения макросвойств в многокомпонентных полимерных системах под влиянием агентов, которые изменяют межфазные взаимодействия;
- Научные основы целенаправленного синтеза олигомерполимерных компонентов для создания криогенностойких полимерных композиций;
- Процессы влияния неорганических наполнителей на температурный режим синтеза и прочностные свойства реакционнонаполненных полиуретанов;
- Научные принципы создания композиций, имеющих положительный коэффициент изменения объёма при полимеризации, для покрытий специального назначения.

## Организационная деятельность
Являлся членом следующих организаций:
- Отделение химии НАН Украины.
- Председатель Научного совета НАН Украины по проблеме «Химия и модификация полимеров».
- Специализированного совета по защите докторских диссертаций по химии и физике высокомолекулярных соединений при ІХВСНАН Украины.
- Экспертного совета НАН Украины по направлению «Новые поколения функциональных полимерных материалов и композитов на их основе».
- Заместитель председателя секции «Полимерные материалы» Научного совета по новым материалам Международной ассоциации Академий наук.
- Научно-технического координационного совета. Киева.

## Звания и награды
- Заслуженный деятель науки и техники Украины (1998)
- Орден князя Ярослава Мудрого V степени (2008)
- Орден князя Ярослава Мудрого IV степени (2012)

## Патенты
Евгений Лебедев являлся соавтором открытия и свыше 450 научных трудов.
Более 40 его работ защищено авторскими свидетельствами СССР и патентами Украины на изобретение.